# Штайнберг-Дерфль
Штайнберг-Дерфль (нім. Steinberg-Dörfl) — ярмаркова громада округу Оберпуллендорф у землі Бургенланд, Австрія.
Штайнберг-Дерфль лежить на висоті  282 м над рівнем моря і займає площу  37,1 км². Громада налічує 1288 мешканців. 
Густота населення 35/км².  
|                                           |
| Штайнберг-Дерфль на мапі округу та землі. |

 Адреса управління громади: Untere Hauptstraße 10, 7453 Steinberg-Dörfl. 

## Демографія
Історична динаміка населення міста за даними сайту Statistik Austria

## Виноски
1. ↑  Dauersiedlungsraum der Gemeinden Politischen Bezirke und Bundesländer - Gebietsstand 1.1.2018 — Статистичне управління Австрії.
2. ↑  Einwohnerzahl 1.1.2018 nach Gemeinden mit Status, Gebietsstand 1.1.2018 — Статистичне управління Австрії.
3. ↑   www.steinberg-dörfl.at
4. ↑  Gemeindedaten von Steinberg-Dörfl

| Австрія | Це незавершена стаття з географії Австрії. Ви можете допомогти проєкту, виправивши або дописавши її. |